# Año Internacional de los Pastizales y los Pastores
2026 fue proclamado Año Internacional de los Pastizales y los Pastores por la Asamblea General de las Naciones Unidas mediante la resolución A/RES/76/253, adoptada el 15 de marzo de 2022. Esta iniciativa busca resaltar la importancia global de los pastizales y promover el pastoreo sostenible debido a su relevancia para la seguridad alimentaria, la conservación de la biodiversidad y la mitigación del cambio climático. Asimismo, busca visibilizar y fortalecer el papel clave que desempeñan los pastores en la gestión responsable de estos ecosistemas, reconociendo su contribución esencial a la resiliencia ambiental, la preservación cultural y el desarrollo económico de numerosas comunidades alrededor del mundo.
Más de la mitad de la superficie terrestre está conformada por pastizales, ecosistemas que cumplen funciones cruciales para el equilibrio ecológico, como el mantenimiento de la fertilidad y estabilidad de los suelos y la captura de carbono atmosférico. No obstante, estos espacios naturales enfrentan una grave degradación debido a la desertificación, la sobreexplotación y la expansión de actividades agrícolas  intensivas y urbanización descontrolada. Ante estos desafíos, la Asamblea General ha señalado que la gestión sostenible de los pastizales es clave para alcanzar los Objetivos de Desarrollo Sostenible (ODS), especialmente en lo referente a la erradicación de la pobreza, la seguridad alimentaria y la acción climática. La proclamación de este año responde a la necesidad de fortalecer políticas de conservación y de garantizar que el pastoreo continúe siendo una actividad viable y sostenible.

## Actividades y alcance
Durante su conmemoración, se espera que los Estados miembros, las organizaciones del sistema de las Naciones Unidas, el sector privado, la sociedad civil y el mundo académico desarrollen iniciativas orientadas a fortalecer el reconocimiento y la protección de los pastizales y de quienes los habitan y gestionan. Se prevé la organización de conferencias internacionales, encuentros técnicos y campañas de sensibilización que ayuden a difundir el valor de estos ecosistemas y a promover la adopción de prácticas de gestión sostenible. Asimismo, se espera que los gobiernos establezcan o refuercen políticas nacionales para la conservación de los pastizales, asegurando el acceso equitativo a los recursos naturales y el fortalecimiento de los derechos de los pastores.
La Organización de las Naciones Unidas para la Alimentación y la Agricultura (FAO) ha sido invitada a coordinar los esfuerzos globales en el marco de este año conmemorativo y a presentar un informe de evaluación en el 82º período de sesiones de la Asamblea General sobre las actividades realizadas. Se ha determinado que el financiamiento de estas acciones dependerá de contribuciones voluntarias, incluidas aquellas del sector privado, con el fin de garantizar la viabilidad de las iniciativas sin comprometer los recursos regulares de las Naciones Unidas.
El Año Internacional de los Pastizales y los Pastores se enmarca en iniciativas previas de la ONU, como el Decenio de las Naciones Unidas sobre la Restauración de los Ecosistemas (2020-2030) y el Decenio de la Agricultura Familiar (2019-2028), reafirmando la urgencia de impulsar la restauración ecológica y la sostenibilidad de los medios de vida que dependen de los pastizales. Con este reconocimiento, se busca no solo proteger estos ecosistemas esenciales, sino también visibilizar el conocimiento tradicional de los pastores y su papel en la adaptación al cambio climático y en la seguridad alimentaria mundial.